# Старе Стронче
Старе Стронче (пол. Stare Strącze) — село в Польщі, у гміні Слава Всховського повіту Любуського воєводства.
Населення — 1390 осіб (2011).
У 1975-1998 роках село належало до Зеленогурського воєводства.

## Демографія
Демографічна структура станом на 31 березня 2011 року:
|          | Загалом | Допрацездатний вік | Працездатний вік | Постпрацездатний вік |
| -------- | ------- | ------------------ | ---------------- | -------------------- |
| Чоловіки | 704     | 170                | 459              | 75                   |
| Жінки    | 686     | 153                | 403              | 130                  |
| Разом    | 1390    | 323                | 862              | 205                  |